# ژنگو
ژنگو (انگلیسی: Gengo) شرکت فناوری اطلاعات ژاپنی است، که در سال ۲۰۰۸ تأسیس شد.